# Eamonn McCabe
Pour les articles homonymes, voir McCabe.
Eamonn McCabe est un photojournaliste, photographe sportif, portraitiste et éditeur photo britannique, né le 28 juillet 1948 à Highgate, dans le nord de Londres, et mort le 2 octobre 2022 à Saxmundham dans le Suffolk.   
Récompensé à de nombreuses reprises pour ses reportages sportifs, il a travaillé pour l’hebdomadaire The Observer et a été rédacteur en chef photo du quotidien The Guardian.   

## Biographie
Eamonn McCabe est né le 28 juillet 1948 à Highgate. Sa mère Celia est réceptionniste dans un hôtel, et son père James McCabe, chauffeur de taxi.  
Photographe autodidacte, il est employé à l’Imperial College de Londres, en tant que photographe résident. Il photographie des groupes de musique tels que The Rolling Stones, Bad Company et The Who à la fin des années 1960. 
Il collabore ensuite avec des journaux locaux, prenant des photos sportives pour The Tottenham Herald, The Barnett Express et The South Gate Express, 
Il rejoint The Observer en 1976 et devient rapidement une star de la photographie sportive, couvrant couvert trois Jeux olympiques et deux Coupes du monde de football et remportant à quatre reprises le prix du photographe sportif de l’année entre 1978 et 1984.
En 1985, il est nommé photographe d’actualités de l’année pour ses images de la catastrophe du stade Heysel. Après cette catastrophe, il cesse de couvrir les compétitions sportives. Il devient rédacteur en chef photo du quotidien The Guardian en 1988. Il sera nommé « Picture Editor of the year » à six reprises par la British Press Award,. 
En 2001, il devient photographe indépendant et se spécialise dans les portraits de personnalités. Vingt-neuf portraits dont il est l’auteur sont conservés à la National Portrait Gallery à Londres,.
Membre de la Royal Photographic Society, il a produit et réalisé en 2017 une série de documentaires intitulés Britain in Focus: A Photographic History pour la chaîne de télévision publique BBC Four.
Eamonn McCabe meurt le 2 octobre 2022 à Saxmundham dans le Suffolk, à l’âge de 74 ans,.

## Publications
- Eamonn McCabe: Sports Photographer. London: Aurum, 1982. Compiled by Geoffrey Nicholson.  (ISBN 978-0906053393). With a foreword by Hugh McIlvanney.
- The Pope in Britain: the Official Record. London: Bodley Head, 1982.  (ISBN 9780370309255). With forewords by Basil Hume and Gordon Gray.
- Eamonn McCabe: Photographer. London: Kingswood, 1987.  (ISBN 9780434981106). With text by Simon Barnes and a foreword by Edward Lucie-Smith.
- The Making of Great Photographs: approaches and techniques of the masters. Newton Abbot: David & Charles, 2005; 2008.
- Artists and their Studios. Battle: Angela Patchell, 2008. Photographs by McCabe and text by Michael McNay.  (ISBN 9781906245061).
- Decade. Phaidon, 2010. Edited by McCabe.  (ISBN 978-0714857688). With text by Terence McNamee.
- From Above: The Story of Aerial Photography. Laurence King, 2019. By McCabe and Gemma Padley.  (ISBN 978-1786275219).

## Documentaires
- Britain in Focus: A Photographic History, BBC Four, 2017

## Prix et récompenses
Liste non exhaustive
- 1985 :  « News photographer of the year », pour son reportage sur la catastrophe du stade du Heysel[4]

## Distinctions
Liste non exhaustive
- Docteur honoris causa de l’Université du Staffordshire en 2010, pour « sa contribution et son soutien de la Faculté des arts, des médias et du design, et pour avoir été un modèle pour les étudiants en photographie. » [2]
- Professeur honoraire de la Thames Valley University
- Chercheur senior invité de l’Université du Suffolk[9]
- Membre de la Royal Photographic Society[3]

## Collection publique
- National Portrait Gallery, Londres[5]